# Cellino San Marco
Cellino San Marco ist eine italienische Gemeinde mit 6023 Einwohnern (Stand 31. Dezember 2023) in der Provinz Brindisi, Region Apulien.
Die Nachbarorte von Cellino San Marco sind Brindisi, Campi Salentina (LE), Guagnano (LE), San Donaci, San Pietro Vernotico und Squinzano (LE).

## Bevölkerungsentwicklung
Cellino San Marco zählt 2.541 Privathaushalte. Zwischen 1991 und 2001 fiel die Einwohnerzahl von 7367 auf 6818. Dies entspricht einer prozentualen Abnahme von 7,5 %.

## Söhne und Töchter der Gemeinde
- Francesco Perrone (1930–2020), Langstreckenläufer
- Albano Carrisi (* 1943), Sänger, bildet zusammen mit Romina Power das Pop-Duo Al Bano & Romina Power